# Crypsityla melanthes
Crypsityla melanthes är en fjärilsart som beskrevs av Louis Beethoven Prout 1938. Crypsityla melanthes ingår i släktet Crypsityla och familjen mätare. Inga underarter finns listade i Catalogue of Life.